# Cerodontha fasciata
Cerodontha fasciata este o specie de muște din genul Cerodontha, familia Agromyzidae. A fost descrisă pentru prima dată de Gabriel Strobl în anul 1880. Conform Catalogue of Life specia Cerodontha fasciata nu are subspecii cunoscute.